# Truszkavec

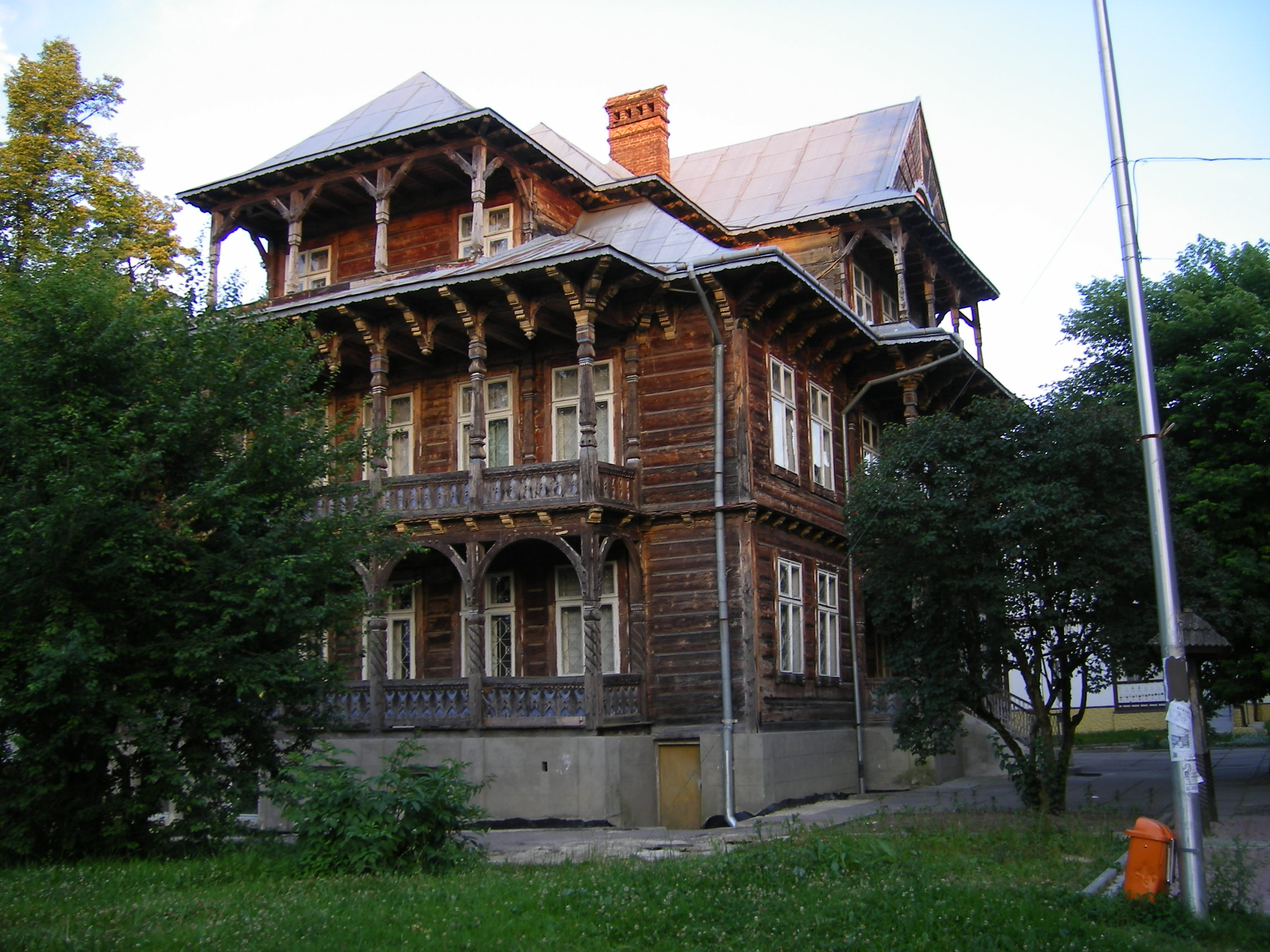
A régi faházak egyike Truszkavecben

Truszkavec (Трускавець, lengyelül Truskawiec) város Ukrajna nyugati részén, a Lvivi terület Drohobicsi járásában. A 2001-es népszámláláskor 31 ezer lakosa volt. Drohobicstól 10 km-re délre, a Külső-Kárpátok vonulatának lábánál fekszik mintegy 400 m tengerszint feletti magasságban, a Pomjarki-patak partján. Egyike az ország leghíresebb fürdő- és üdülővárosainak, a szezon egész évben tart. Közigazgatási szempontból területi alárendeltségű (járási jogú) város.
A város népessége napjainkban dinamikusan növekszik, a régi faházakat a modern üdülőépületek váltják fel. Igen sok a park és az árnyas sétány a városban, melyek a Kárpátok erdőségeiben folytatódnak. Központi terén található a nagy ivócsarnok. 14 gyógyforrása közül a leghíresebb a Naftuszja nevet viseli. 

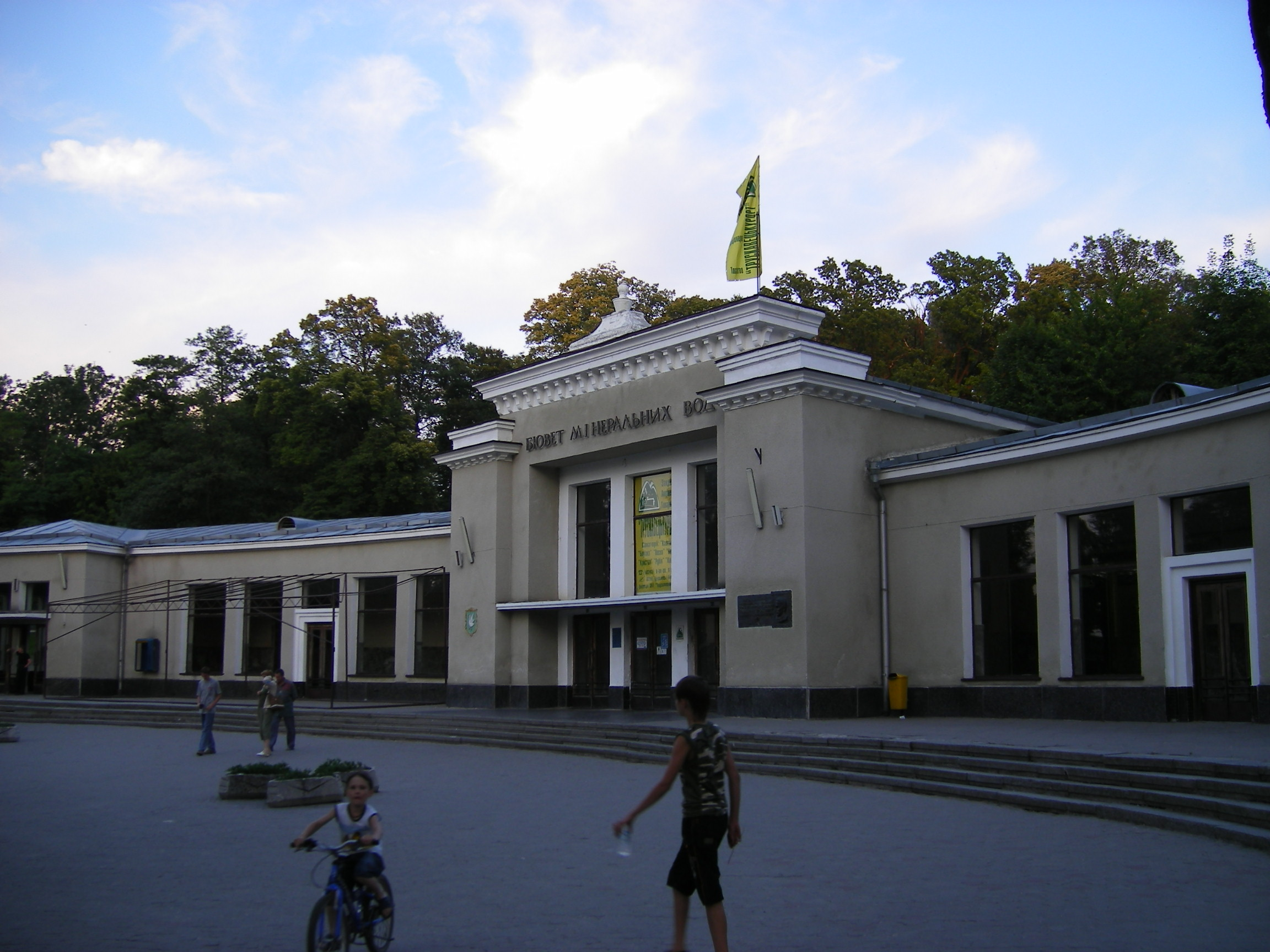
Az ivócsarnok épülete

Truszkavec neve valószínűleg az eper jelentésű lengyel truskawka szóból ered. Első írásos említése 1469-ből származik. 1772-től Galíciához, 1920-1939 között Lengyelországhoz tartozott. A 19. század végén már fejlett fürdőkultúrával rendelkezett, a fürdő alapítási évének 1827-et tekintik. 1912-ben vasúti szárnyvonallal biztosították az összeköttetést Lemberggel és Drohobiccsal. A környező erdőkben sokáig ukrán partizáncsapatok működtek, melyek Vaszil Bilasz és Dmitro Danilisin vezetésével mind a lengyel, mind (1939 szeptembere után) a szovjet uralom ellen harcoltak. A szovjet időkben központi üdülőhellyé fejlesztették, 1948-ban megkapta a városi rangot, 1960-ban már 13 szanatóriummal rendelkezett. 1975-ben 20,1 ezer lakosa volt.

## Testvérvárosok
- Jasło, Lengyelország
- Limanowa, Lengyelország
- Przemyśl, Lengyelország

## Külső hivatkozások
- Hivatalos honlap (ukránul) Archiválva 2015. november 4-i dátummal a Wayback Machine-ben
- Truszkavec a WikiMapia oldalán
- Wellcome to Truszkavec